# Hüseyin Teker
Hüseyin Teker (* 28. Juli 1993 in Sakarya) ist ein türkischer Fußballspieler.

## Karriere
Teker wurde 2013 aus der zweiten Mannschaft von Gaziantepspor in die erste geholt, anschließend aber an İskenderunspor 1967, Erzincan Refahiyespor und Batman Petrolspor verliehen. Momentan ist er an Tavşanlı Linyitspor ausgeliehen.